# Celtic Frost
Celtic Frost (с англ. — «Кельтский мороз») — швейцарская метал-группа из города Цюрих, известная своим сильным влиянием на экстремальный метал. Celtic Frost образовали Томас Габриэль Фишер и Мартин Эрик Айн после распада их предыдущей группы, Hellhammer. Группа была активна в период с 1984 по 1993 и была вновь образована в 2001 году. После ухода одного из членов группы, Томаса Габриэля Фишера, Celtic Frost решила окончательно прекратить свою деятельность. Басист Мартин Эрик Айн, один из основателей группы, скончался от сердечного приступа 21 октября 2017 года.
Группа была вдохновлена как другими группами жанра метала, такими как Black Sabbath, Judas Priest и Venom, так и группами жанра готический рок — Bauhaus, Siouxsie and the Banshees и Christian Death, и группой жанра хардкор-панк Discharge.

## Стиль
Так как Celtic Frost изменяли стиль своих песен на протяжении всей своей карьеры, точное определение было предметом дискуссий. В различных источниках их творчество помечается различными стилями метала. Поклонники и критики часто классифицируют их раннюю музыку как трэш-метал, блэк-метал и даже как дэт-метал, а их последующие работы — как дарк-метал , дум-метал и готик-метал.
В альбоме «Cold Lake» они показали свой эксперимент с глэм-металом. Уровень экспериментов на альбомах, таких как Into The Pandemonium, привел некоторых журналистов к описанию направления группы как авангардный метал.

## Состав группы
| Последний состав - Томас Габриэль Фишер — вокал, электрогитара, программирование (1984—1993, 2001—2008) - Мартин Эрик Айн — бас-гитара, вокал (1984—1987, 1990—1993, 2001—2008) - Франко Сеза — ударные, перкуссия (2002—2008) Участники живых выступлений - Андерс Одден — электрогитара (2006—2007) - V Santura — электрогитара (2007—2008) | Предыдущие участники - Исаак Дарсо — ударные (1984) - Стивен Пристли — ударные, перкуссия (1984—1985, 1988—1992) - Рид Сент-Марк — ударные, перкуссия (1985—1988, 1992—1993) - Рон Маркс — электрогитара (1986—1988) - Доминик Штайнер — бас-гитара (1987—1988) - Кёрт Виктор Брайант — бас-гитара (1988—1990) - Оливер Амберг — электрогитара (1988—1989) - Лэрри «Гипси» Джонс — электрогитара (1990—1993) - Эрол Унала — электрогитара (2001—2006) |

## Дискография
Студийные альбомы
- To Mega Therion (1985)
- Into the Pandemonium (1987)
- Cold Lake (1988)
- Vanity/Nemesis (1990)
- Monotheist (2006)

Мини-альбомы
- Morbid Tales (1984)
- Emperor’s Return (1985, переиздан на одном диске с Morbid Tales с перемешанным порядком треков в 1986 году)
- Tragic Serenades (1986)
- Wine in My Hand (Third from the Sun) (1990)

Синглы
- «The Collector’s Celtic Frost» (1987)
- «I Won’t Dance» (1987)
- «Cherry Orchards» (1988)
- «The Celtic Frost Story» (1989)

Сборники
- Parched With Thirst Am I and Dying (1992)
- Are You Morbid? (2003)
- Innocence and Wrath (2017)

Видеография
- Live At Hammersmith Odeon (1989, VHS)